# Virginia Zucchi
Virginia Zucchi (Cortemaggiore, 10 febbraio 1849 – Nizza, 12 ottobre 1930) è stata una ballerina italiana.

## Biografia
Nata a Cortemaggiore in provincia di Piacenza nipote dei ballerini Giuseppe e Domenico Zucchi, studiò sotto la guida di Carlo Blasis e del suo allievo Giovanni Lepri ma non fu mai ammessa a frequentare la scuola di ballo del Teatro alla Scala di Milano. Debuttò a Varese all'età di quindici anni e ben presto riuscì a farsi un nome grazie soprattutto al suo temperamento e alle sue capacità tecniche.
Danzò per la prima volta alla Scala nel 1874 e poi si trasferì a Berlino dove  Paolo Taglioni  allestì per lei una nuova versione de La Fille Mal Gardée. Fu invitata a danzare a San Pietroburgo, Russia,  nel 1885, presso il teatro estivo Kin Grust. Impressionò  talmente tanto le platee che lo zar Alessandro III in persona le offrì un contratto per danzare con la compagnia di balletto del Teatro Imperiale. Restò in Russia fino al 1888 e diventò così popolare da guadagnarsi l'appellativo di Divina Virginia. A lei è attribuita l'invenzione del tutù corto: ella si rifiutò di danzare con il consueto tutù romantico che, disse, le ricordava il vestito della nonna. Riuscì quindi ad ottenere di accorciarlo considerevolmente. In questi anni danzò nelle coreografie di Marius Petipa: La Figlia del Faraone, La Fille Mal Gardée e La Esmeralda. Tre ruoli che contribuì a rendere ancora freschi, emozionanti e leggendari.
Insieme ad un'altra famosa  ballerina italiana, Pierina Legnani, diede un'accelerazione al miglioramento e al progresso della tecnica virtuosistica del balletto. 
Il suo nome è legato a due famosi balletti di Luigi Manzotti: l'Excelsior che fu rivisitato alla Scala nel 1883 e Sieba, danzato nello stesso anno a Parigi al teatro Eden.
Rientrata dalla Russia danzò ancora in Europa fino al ritiro avvenuto intorno al 1900. Si trasferì a Montecarlo dove aprì una scuola e vi insegnò fino a tarda età. Morì a Nizza.
La sorella minore Costantina (nata a Parma il 19 novembre 1850) fu anch'essa ballerina e si esibì talvolta con Virginia.
A Cortemaggiore rimane la sua bellissima casa in stile Liberty.